# 1956년 하계 올림픽 육상
제16회 하계 올림픽 육상 경기는 1956년 오스트레일리아 멜버른에서 열렸다.